# 2016년 8월 퀘타 폭탄 테러
2016년 8월 퀘타 폭탄 테러는 2016년 8월 8일, 파키스탄 퀘타의 한 공립 병원에서 폭탄 테러가 발생하여 77명이 사망하고 100명이 부상을 입은 사건이다. 이 테러로 돈 뉴스와 아즈 뉴스에 소속된 언론인이 각각 1명씩 사망하였다.